# گوداپولا
گوداپولا (به لاتین: Godapola) یک منطقهٔ مسکونی در سری‌لانکا است که در استان مرکزی (سری‌لانکا) واقع شده‌است.